# Liebhaberwert
Im Liebhaberwert kommt die subjektive Wertvorstellung einer Person zum Ausdruck, die sie einer Sache durch ihr Affektionsinteresse beimisst.

## Allgemeines
Sachen besitzen als objektivierbare Werte einen Sachwert, Substanzwert, Materialwert, Metallwert oder Gebrauchswert. Durch die Beziehung der Person zu einer Sache (etwa geerbter Schmuck, gesammelte Autogramme) sind mit der Sache persönliche Erfahrungen, Erinnerungen oder Gefühle verbunden, durch welche die objektiven Werte der Sache übertroffen werden. Mit dem Besitz der Sache assoziiert der Sammler die Person, von der die Sache stammt oder mit der sie in Beziehung stand. Ein Liebhaberwert beinhaltet mithin zusätzlich subjektive Aspekte, welcher der Einzelne individuell höher bewertet als die Mehrheit der Marktteilnehmer. Diese ideellen Werte stellen den subjektiven Liebhaberwert dar, der über das reine Vermögensinteresse hinausgeht und deshalb Affektionsinteresse genannt wird. Der Liebhaberwert wird daher durch das Interesse eines – wenn auch begrenzten Käuferkreises – bestimmt, der über den gewöhnlichen Nutzen hinaus weitere Besonderheiten der Sache bewertet, wie insbesondere Seltenheit (Sammlerobjekt, Oldtimer) oder Zuordnung zu einer prominenten Person. Solche Käufer zahlen einen Liebhaberpreis.

## Schadensersatzrecht
Kommt ein Gegenstand mit Liebhaberwert zu Schaden und ist hierfür jemand haftbar, dann wird der Liebhaberwert in Deutschland nicht beim Schadensersatz berücksichtigt. Zu ersetzen ist gemäß § 251 BGB der tatsächlich entstandene Sachschaden, der auch den entgangenen Gewinn (§ 252 BGB) und den merkantilen Minderwert (§ 249 BGB) umfasst, nicht jedoch den Liebhaberwert.

## Versicherung
Der subjektive Liebhaberwert ist allgemein nicht versicherbar. Hat sich jedoch – selbst innerhalb eines kleinen Interessentenkreises – ein Marktpreis gebildet (objektiver Liebhaberwert, Sammlerwert oder Kunstwert etwa bei Briefmarkensammlungen), entspricht er dem gemeinen Wert und ist versicherbar. Der gemeine Wert ist jedoch regelmäßig geringer als der Liebhaberwert.

## International
Der Liebhaberwert ist in Österreich mit dem Wert der besonderen Vorliebe identisch. Er liegt nur für den Geschädigten über dem gemeinen Wert und ergibt sich daraus, dass der Geschädigte eine gefühlsmäßige Sonderbeziehung zum beschädigten Gegenstand hat, etwa weil es sich um Erb- oder Erinnerungsstück handelt (§ 1331 ABGB). Mit dem Affektionsinteresse wird kein Vermögensverlust abgegolten, sondern ein immaterieller Schaden, vergleichbar dem Schmerzengeld beim Trauerschaden. Ersatzfähig ist nach österreichischer Judikatur der Wert der besonderen Vorliebe nur bei Beschädigung vermittels einer durch das Strafgesetz verbotenen Handlung oder aus Mutwillen und Schadenfreude. Die Ausmessung des Werts der besonderen Vorliebe erfolgt nach österreichischer Judikatur durch das Gericht und ist somit keine Sachverständigenfrage.
In der Schweiz sieht Art. 43 Abs. 1 OR vor, dass der Richter die Höhe des Schadens ermittelt. Er kann bei Verletzung oder Tötung eines Haustieres, welches nicht zu Vermögens- oder Erwerbszwecken gehalten wird, bei der Bestimmung des Schadenersatzes den Affektionswert (französisch valeur affective) angemessen berücksichtigen, den das Tier für den Halter bzw. dessen Angehörige hat. Damit wird dem Umstand Rechnung getragen, dass Tiere nicht bloß Sachen sind, sondern der Halter zu seinem Tier eine emotionale Beziehung aufbaut und daher die Tötung (oder Verletzung) des Tieres das emotionale Wohlbefinden des Halters oder seiner Angehörigen beeinträchtigen kann.